# Línea 543 (Lomas de Zamora)
La línea 543 es una línea de colectivos de jurisdicción municipal de Lomas de Zamora. Une su estación con Santa Catalina, Parque Barón y el Barrio 9 de Abril.
Al igual que las líneas 541, 544, 549, 561 y 562, es operada por la empresa Yitos S.A.

## Recorrido A – Estación Lomas de Zamora – Facultad (Universidad de Lomas de Zamora)
Ida a Facultad: Desde República Árabe de Siria y F. N. de Laprida por República Árabe de Siria, Boedo, M. Castro, F. N. de Laprida, M. de Cervantes Saavedra, Lope de Vega, F.Champalanne, Uspallata, Intendente J. B. Tavano, Olmos, Iparraguirre, Avenida Juan XXIII hasta Ruta de la Tradición (Ruta Provincial N° 4 – Camino de Cintura).
Vuelta a Estación Lomas de Zamora: Desde Avenida Santa Catalina (Ruta Provincial N° 4 – Camino de Cintura) y Los Pinos por Avenida Santa Catalina (Ruta Provincial N° 4 – Camino de Cintura), Avenida Juan XXIII, Euskadi , Famatina, Iparraguirre, Olmos, Intendente J. B. Tavano, Uspallata, F.Champalanne, Lope de Vega, M. de Cervantes Saavedra, F. N. de Laprida, Juan de Dios Filiberto, Gorriti, República del Líbano hasta F. N. de Laprida, Estación Lomas de Zamora.

## Recorrido B – Estación Lomas de Zamora – Parque Barón
Ida a Parque Barón: Desde República Árabe de Siria y F. N. de Laprida por República Árabe de Siria, Boedo, M. Castro, F. N. de Laprida, O.V. Andrade, García Lorca, H. Quiroga, F. Sánchez, Schiaffino, Falucho, Carcarañá, Intendente J. B. Tavano, Tupungato, Homero, Av.Juan XXIII, Madrid, J. Meléndez Valdez, Estocolmo, Ernesto Merlo, Oslo, Santa Filomena, Jorge Newbery, Muzzilli hasta General Allaria.
Vuelta a Estación Lomas de Zamora: Desde General Allaria y Muzzilli por General Allaria, Santa Filomena, Oslo, E.Merlo, Estocolmo, Chocano, Siritto, Avenida Juan XXIII, Homero, Tupungato, Intendente J. B. Tavano, Carcarañá, Falucho, Schiaffino, García Lorca, O.V. Andrade, F. N. de Laprida, Juan de Dios Filiberto, Gorriti, República del Líbano hasta F. N. de Laprida, Estación Lomas de Zamora.

## Recorrido C – Estación Lomas de Zamora – Cárcel de Lomas por Quiroga
Ida a Cárcel de Lomas: Desde República Árabe de Siria y F. N. de Laprida por República Árabe de Siria, Boedo, Tucumán, A.Sáenz, A.Mentruyt, F. Portela, A. Mascagni, A. Sáenz, C. Gaito, F. N. de Laprida, O. V. Andrade, F. Sánchez, Potosí, Intendente J.B Tavano (Ex Virgilio), B. Hidalgo, Arana Goiri, Copihue, Homero, Eibar, Avenida General Juan F. Quiroga, Colon, Del Progreso, Dr.E Restelli hasta Ruta de la Tradición (Ruta Provincial N° 4 – Camino de Cintura).
Vuelta a Estación Lomas de Zamora: Desde Colon Y Ruta de la Tradición (Ruta Provincial N° 4 – Camino de Cintura) por Colon, Avenida General Juan F. Quiroga, Eibar, Homero, Copihue, Arana Goiri, B. Hidalgo, Intendente J.B Tavano (Ex Virgilio), Potosí, O. V. Andrade, Camino Pres. Juan D. Perón, F. Portela, Av. Hipólito Yrigoyen, A. Sáenz, M.Castro, Gorriti, República del Líbano hasta F. N. de Laprida, Estación Lomas de Zamora.

## Recorrido D – Ramal Ex Línea 544 – Estación Lomas de Zamora – Av.Olimpo y Ruta Provincial 4
Ida a Santa Marta: Desde República Árabe de Siria y F. N. de Laprida por República Árabe de Siria, Boedo, Tucumán, Sáenz, A. Mentruyt, Portela, A. Mascagni, Sáenz, Gaito, F. N. de Laprida, Olegario Andrade, Potosí, Intendente J. B. Tavano, Hidalgo, Arana Goiri, Copihue, Homero, Eibar, Av.General Facundo Quiroga, Av.Capitán Giachino(San Juan), Av.Brigadier J.M. de Rosas, Av. Olimpo hasta Ruta de la Tradición (Ruta Provincial 4)
Vuelta a Estación Lomas de Zamora: Desde Av Olimpo y Ruta Provincial 4 por Av Olimpo, Av. Brigadier J.M de Rosas,Av.Capitán Giachino, Av.General Facundo Quiroga,Eibar,Homero,Copihue, Arana Goiri,, Hidalgo, Intendente J. B. Tavano, Potosí, Olegario V. Andrade,Camino Pres J.D Perón, Portela,Hipólito Yrigoyen, A. Sáenz, M. Castro, Sarmiento, Gorriti, República del Líbano hasta F. N. de Laprida.a.